# Akademie für Betriebs- und Unternehmensführung
Die Akademie für Betriebs- und Unternehmensführung (ABU) ist eine staatliche Bildungseinrichtung. Im Rahmen eines dreijährigen berufsbegleitenden Studiums und auf der Basis einer staatlichen Prüfung vermittelt sie den Abschluss  Staatlich geprüfter Betriebswirt/Staatlich geprüfte Betriebswirtin (Fachrichtung Unternehmensführung) (Bachelor Professional in Wirtschaft).

## Konzeption der ABU
Das Studium an der Akademie für Betriebs- und Unternehmensführung basiert auf der Kombination von Berufstätigkeit und beruflicher Fortbildung. Die ABU vermittelt praxisorientiertes Wissen. Besonderer Wert wird auf die Zusammenarbeit mit saarländischen Unternehmen gelegt. So werden Projekte gemeinsam mit Unternehmen der Region durchgeführt, die den Praxisbezug des Studiums erweitern. Durch den Einsatz von Führungskräften aus saarländischen Unternehmen und Fachdozenten aus dem Bereich der Wirtschaftswissenschaften wird eine Verzahnung zwischen Theorie und Praxis erreicht. Kleine Studiengruppen sind Grundlage für den persönlichen Kontakt zu den Dozenten und zwischen den Studierenden. Sie lassen die Erörterung individueller Fragen und die Besprechung praxisorientierter Fallstudien zu.

## Bildungsträger
Mit der Verordnung vom 10. Juni 1991 wurden Ausbildung und Prüfung an der Akademie für Betriebs- und Unternehmensführung durch das damalige Ministerium für Bildung und Sport des Saarlandes beschrieben und veröffentlicht. Als Träger der Akademie fungieren der Regionalverband Saarbrücken, die Arbeitskammer des Saarlandes, die Handwerkskammer des Saarlandes, die Industrie- und Handelskammer des Saarlandes und das Bildungsministerium des Saarlandes. Sie tragen gemeinsam die Verantwortung und garantieren die Qualität und Praxisnähe des Studiums an der Akademie für Betriebs- und Unternehmensführung. Die Lehrpläne sind auf dem Bildungsserver des Saarlandes veröffentlicht.

## Zugangsvoraussetzungen
- Mittlerer Bildungsabschluss oder gleichwertig anerkannter Abschluss
- Abschlusszeugnis der Berufsschule
- Abschluss der Berufsausbildung in einem anerkannten, für die Zielsetzung der Akademie geeigneten Ausbildungsberuf (Kammerzeugnis)

Auf Antrag können in einzelnen Fächern nachgewiesene Kenntnisse anerkannt werden. In Ausnahmefällen kann das erste Studienjahr komplett anerkannt werden, wenn die entsprechenden Kenntnisse nachgewiesen werden.

## Studienfächer

### Grundlagen der Unternehmensführung
- Betriebs- und Volkswirtschaftslehre (200 Stunden)
- Allgemeines Recht und Europarecht (80 Stunden)
- Arbeits- und Gesellschaftsrecht (40 Stunden)
- Steuerrecht (80 Stunden)
- Wirtschaftsmathematik und Statistik (100 Stunden)
- Rechnungswesen (100 Stunden)

### Managementpraxis
- Managementmethoden einschließlich Informationstechnologien (320 Stunden)
- Wirtschaftsenglisch (120 Stunden)
- Deutsch im Geschäftsleben (120 Stunden)
- Arbeitsmethodik für Führungskräfte (160 Stunden)
- Zusammenarbeit und Kommunikation (40 Stunden)
- Projektmanagementpraxis (40 Stunden)
- Arbeits- und Organisationspsychologie (40 Stunden)
- Managementstrategien (40 Stunden)
- Unternehmenskultur (40 Stunden)
- Managementsysteme (40 Stunden)

### Funktionsbezogenes Management
- Investitions- und Finanzierungsmanagement (80 Stunden)
- Produktionsmanagement und Logistik (80 Stunden)
- Personalmanagement (80 Stunden)
- Absatzmanagement (80 Stunden)
- Innovationsmanagement (80 Stunden)
- Managementbezogene IT-Anwendung (80 Stunden)

## Studien- und Prüfungsgebühren
Die Studiengebühren betragen aktuell (Stand: 2021) 99,00 € pro Monat. Je nach Voraussetzungen kann ein Zuschuss von 50 % nach dem AFBG gewährt werden, zudem fördert das Saarland den erfolgreichen Abschluss einer entsprechenden Weiterbildung mit 1.000,00 € „Aufstiegsbonus“.
Für die Abschlussprüfung zum „Staatlich geprüfte/r Betriebswirt/in Fachrichtung Unternehmensführung“ fallen keine Gebühren an, da Organisation und Durchführung der Prüfung im Verantwortungsbereich des Bildungsministeriums liegen.

## Standort
Die ABU hat ihren Sitz in Saarbrücken (Stadtteil Brebach-Fechingen), in den Räumlichkeiten des KBBZ Halberg.